# Westlake, Louisiana
Westlake är en ort i Calcasieu Parish i Louisiana. Vid 2010 års folkräkning hade Westlake 4 568 invånare.